# Hong Kong Museum of Art

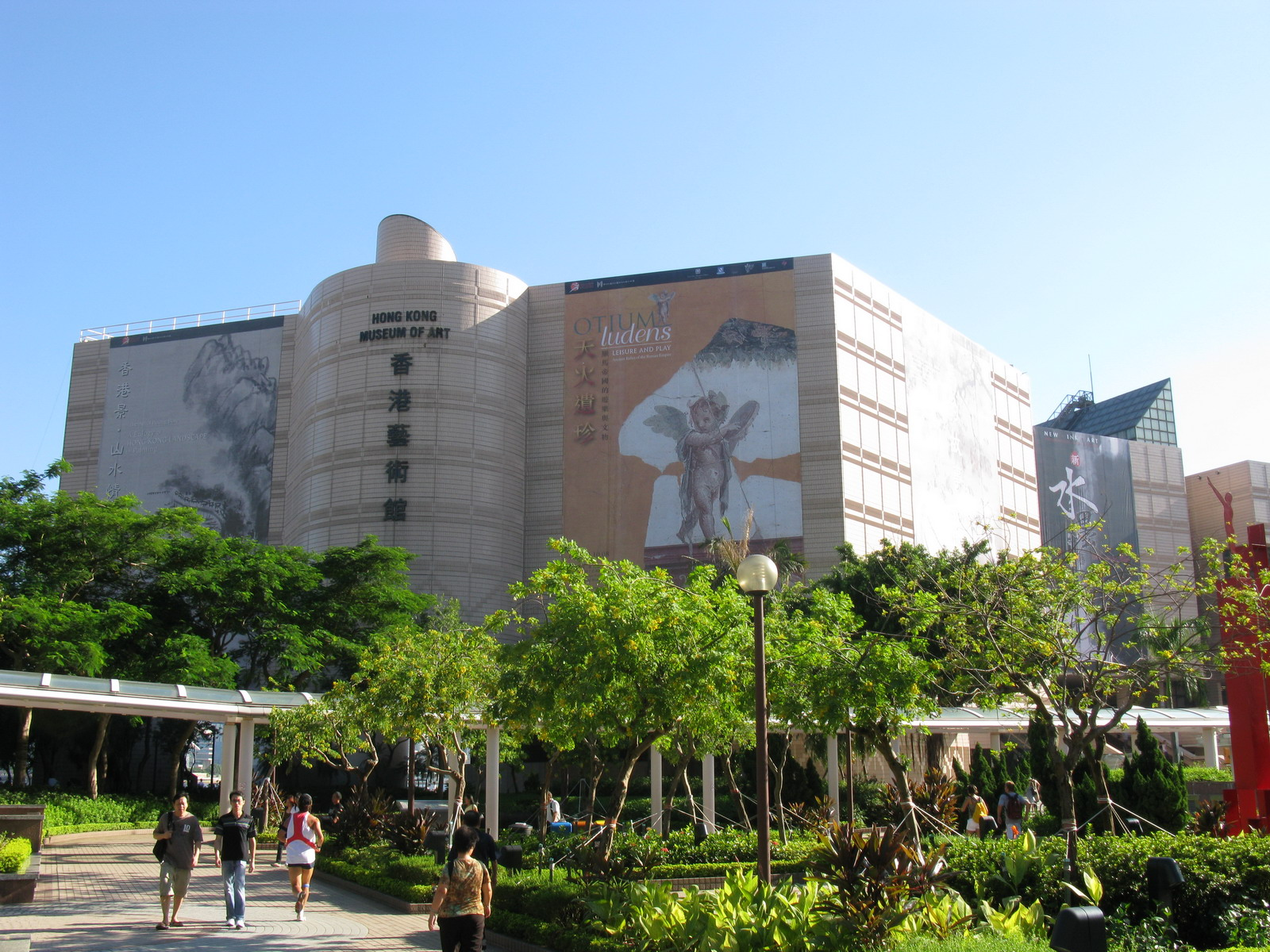
Hong Kong Museum of Art (2008)

Das Hong Kong Museum of Art (chinesisch 香港藝術館 / 香港艺术馆, Pinyin Xiānggǎng yìshùguǎn, Jyutping Hoeng1gong2 Ngaai6seot6gun2) ist ein Kunstmuseum in der chinesischen Sonderverwaltungszone Hongkong, welches von der Hongkonger Behörde für Freizeit und Kultur (Leisure and Cultural Services Department) betrieben wird.
Zusammen mit Hong Kong Cultural Centre, Hong Kong Space Museum und Salisbury Garden ist das Museum ein Teil des Hong Kong Cultural Centre Complex in Tsim Sha Tsui (Kowloon).

## Geschichte
Das Museum wurde 1962 ursprünglich als City Museum and Art Gallery in der Hong Kong City Hall, in Central, eröffnet. Im Juli 1975, wurde das Museum in zwei eigenständige Museen, das Hong Kong Museum of History und Hongkong Museum of Art, aufgeteilt. Das Kunstmuseum wurde 1991 von der City Hall an seinen heutigen Standort in Tsim Sha Tsui verlegt in die Nähe von Salisbury Garden. Auf dem Art Square at Salisbury Garden finden unter freiem Himmel Kunstausstellungen; die wechselnden Ausstellungen werden durch das Museum of Art vorgeschlagen, installiert und betreut.

## Ausstellung
Das Museum stellt über 16.000 Exponate aus, darunter künstlerische Werke aus dem Bereich der Kalligrafie, chinesische Antiquitäten, Gemälde historischer Bedeutung sowie Werke lokaler Künstler. Das Museum unterhält auch thematische Ausstellungen mit international bezogenen Exponaten.
Das Flagstaff House, am 27. Januar 1984 eröffnet, dient als Zweig des Kunstmuseums und beherbergt ein Museum für Teegeschirr.